# 迪卡爾布 (紐約州)
迪卡爾布（英語：De Kalb）是一個位於美國紐約州聖羅倫斯縣的鎮。

## 人口
根據2020年美國人口普查的數據，迪卡爾布的面積為215.50平方千米，當中陸地面積為213.73平方千米，而水域面積為1.77平方千米。當地共有人口2375人，而人口密度為每平方千米11人。